# Chevrolet Seeker
Chevrolet Seeker – samochód osobowy typu crossover coupe klasy kompaktowej produkowany pod amerykańską marką Chevrolet od 2022 roku.

## Historia i opis pojazdu

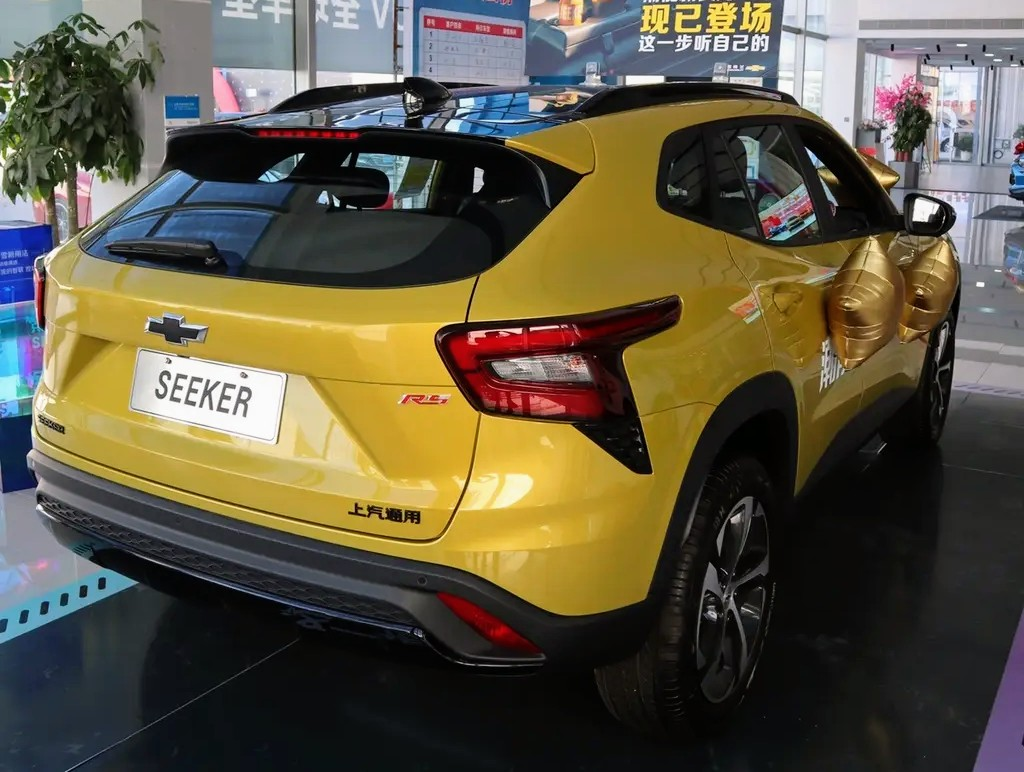
Chevrolet Seeker - tył

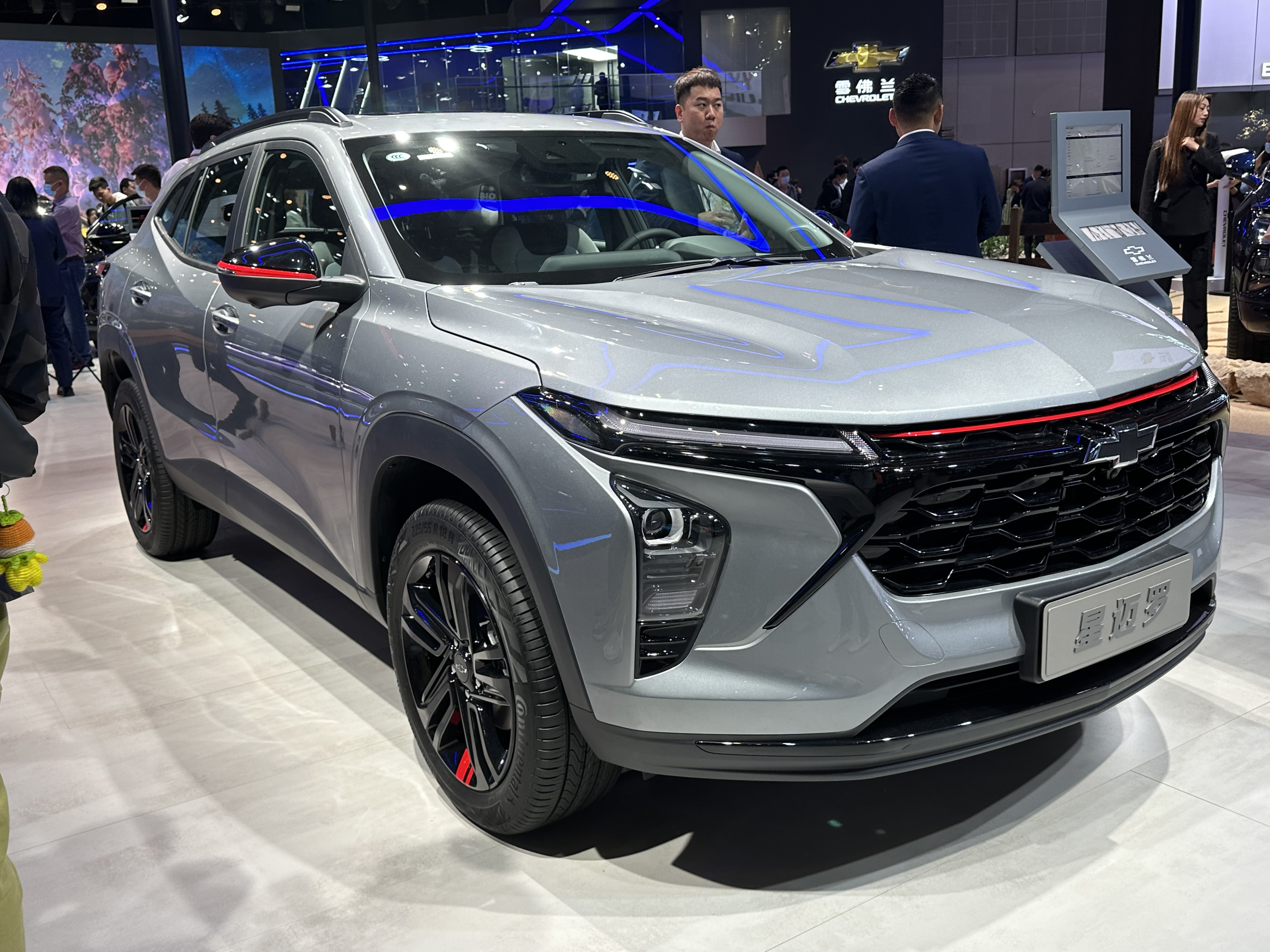
Chevrolet Seeker Redline

W lipcu 2022 Chevrolet przedstawił nowy model globalnego crossovera, który opracowany został z myślą o uzupełnieniu luki w ofercie pomiędzy modelami Trailblazer a Equinox. Seeker utrzymany został we wzornictwie tożsamym z innymi najnowszymi wówczas modelami Chevroleta, wyróżniając się muskularną sylwetką z podłużnym przodem i dwurzędowymi reflektorami. Za główną grupę odbiorców odbierając młodą klientelę, samochód zyskał kontrastowe barwy lakieru, 18-calowe wzory alufelg i urozmaicające akcenty stylistyczne z motywem litery "X".
Kabina pasażerska została utrzymana w typowym dla nowoczesnych crossoverów wzornictwie, z dwoma cyfrowymi wskaźnikami pełniącymi kolejno funkcję zegarów oraz dotykowego centrum sterowania podstawowymi funkcjami pojazdu. Oba charakteryzują się przekątną 10,25 cala, z czego centralny nachylono 9 stopni względem kierowcy dla zachowania lepszej widoczności. Samochód zyskał także rozbudowaną listę dodatkowych elementów wyposażenia jak m.in. autorski system nagłośnieniowy Chevroleta "Tune Dynamic", wentylowane fotele, ambientowe oświetlenie możliwość zdalnych aktualizacji oprogramowania Over the Air.
Gama wariantów napędowych została ograniczona do jednej konfiuguracji jednostki napędowej z przekładnią. Samochód trafił do sprzedaży z czterocylindrowym, turbodoładowanym benzynowym silnikiem z serii EcoTec o pojemności 1,5 litra i mocy 177 KM. Przenosząc moc na przednią oś, współpracuje ona z bezstopniową skrzynią typu CVT.

### Sprzedaż
Chevrolet Seeker w pierwszej kolejności zadebiutował na rynku chińskim, gdzie początek jego sprzedaży miał miejsce tuż po prezentacji na przełomie lipca i sierpnia 2022. W przeciwieństwie do większości modeli oferowanych przez SAIC-GM, amerykański producent już w momencie premiery zapowiedział rozpoczęcie produkcji i eksportu Seekera także poza Chinami, m.in. w Korei Południowej i Stanach Zjednoczonych. W październiku 2022 zadebiutowała odmiana przeznaczona do sprzedaży w Stanach Zjednoczonych i Kanadzie, gdzie poczynając od 2023 roku uzupełniła ofertę jako Chevrolet Trax drugiej generacji, tym razem znacznie większy od dotychczas sprzedawanego tam modelu, eksportowany z południowokoreańskich zakładów GM Korea w Inczonie.

### Silnik
- R4 1.5l EcoTec Turbo 177 KM